# لقلقي رملي
لقلقي رملي (الاسم العلمي:Pelargonium arenarium) هو نوع من النباتات يتبع جنس اللقلقي من الفصيلة الغرنوقية.